# Bodensee-Literaturpreis
Der Bodensee-Literaturpreis der Stadt Überlingen wurde 1954 von der Stadt Überlingen am Bodensee gestiftet. Er wird seither jährlich, seit 1981 in der Regel alle zwei Jahre verliehen.
Die Auswahl des Preisträgers trifft eine unabhängige Jury. Die Organisation leistet der Fachdienst Kultur der Stadt Überlingen. Als Preisträger in Frage kommen deutsche, schweizerische oder österreichische Schriftsteller, Historiker, Kunsthistoriker und Kulturwissenschaftler, die in der Bodensee-Region tätig sind und/oder Werke über die Region verfasst haben. Die Auszeichnung ist mit 5.000 Euro dotiert.

## Preisträger
- 1954 Wolfram von den Steinen für Notker der Dichter und seine geistige Welt
- 1955 Friedrich Georg Jünger für „sein lyrisches Werk“
- 1956 Leopold Ziegler für „sein philosophisches Werk“
- 1957 Richard Beitl für „sein volkskundliches und erzählerisches Werk“
- 1958 Mary Lavater-Sloman für Einsamkeit
- 1959 Wilhelm Boeck für Joseph Anton Feuchtmayer
- 1960 Johannes Duft für seine Bibliotheca Sangallensis
- 1961 Albert Knoepfli für „sein kunsthistorisches Schaffen“
- 1962 Felix Freiherr von Hornstein für Wald und Mensch
- 1963 ausgesetzt
- 1964 Jacob Picard für Die alte Lehre
- 1965 Otto Feger für Geschichte des Bodenseeraumes
- 1966 Albert Bächtold für „sein erzählerisches Werk“
- 1967 Martin Walser für „sein Gesamtwerk“
- 1968 Georg Siemens für „seine erzählenden und wissenschaftlichen Arbeiten“
- 1969 Gebhard Spahr für sein Buch über die Weingartner Liederhandschrift
- 1970 ausgesetzt
- 1971 Claus Zoege von Manteuffel für Die Bildhauerfamilie Zürn
- 1972 Werner Koch für Seeleben
- 1973 ausgesetzt
- 1974 Ernst Benz für Geist und Landschaft
- 1975 Horst Stern für „seine publizistische Tätigkeit, besonders im Hinblick auf die Ökologie des Bodenseeraumes“
- 1976 und 1977 ausgesetzt
- 1978 Manfred Bosch für „seine Gedichte in Radolfzeller Mundart und seine Essays“
- 1979 Arno Borst für Mönche am Bodensee 610-1525
- 1980 Otto Frei für „sein erzählerisches Werk“
- 1981 Hermann Kinder für „seine epische Prosa“ und Peter Renz für Vorläufige Beruhigung
- 1983 Ingrid Puganigg für Fasnacht
- 1985 Werner Dürrson für den Gedichtband Das Kattenhorner Schweigen
- 1987 Golo Mann für „seine dem Bodensee geltenden essayistischen und autobiographischen Schriften“
- 1989 Hans Boesch für Der Sog
- 1991 Bruno Epple für „sein literarisches Schaffen“
- 1993 Pirmin Meier für Paracelsus – Arzt und Prophet
- 1995 ausgesetzt
- 1997 Manfred Bosch für Bohème am Bodensee
- 1999 Beat Brechbühl für die Erzählung Fussreise mit Adolf Dietrich und für seine Beiträge zu Auf dem Rücken des Sees
- 2001 Werner Mezger für Das große Buch der schwäbisch-alemannischen Fasnet
- 2004 Zsuzsanna Gahse für durch und durch. Müllheim/Thur in drei Kapiteln
- 2006 Markus Werner für den Roman Am Hang
- 2008 Michael Köhlmeier für Abendland
- 2010 Christian Uetz für sein bisheriges literarisches Gesamtwerk
- 2012 Peter Stamm für sein bisheriges literarisches Gesamtwerk
- 2014 Arnold Stadler für sein bisheriges literarisches Gesamtwerk[1]
- 2016 Peter Salomon für sein bisheriges literarisches Gesamtwerk
- 2018 Eva Gesine Baur[2] für ihr bisheriges Gesamtwerk
- 2020 Monika Helfer für ihr Gesamtwerk (wurde auf der Landesgartenschau Überlingen 2021 am 19. September 2021 überreicht)[3]
- 2022 Verena Rossbacher für ihr bisheriges literarisches Gesamtwerk[4]
- 2024 Harald Derschka für Geschichte des Klosters Reichenau[5]